# Villa Gentili
Villa Gentili Del Drago, conhecida apenas como Villa Gentili, é uma villa localizada num quarteirão delimitado pela Piazzale Sisto V, a Viale di Porta Tiburtina e a Via di Porta San Lorenzo, no rione Esquilino de Roma, entre a Muralha Aureliana (da qual engloba uma torre) e o aqueduto Água Feliz, bem ao lado da Porta Tiburtina.

## História
O terreno, juntamente com algumas construções e o direito de utilizar a Água Feliz, foi adquirido pelo marquês Filippo Gentili em 1739 para si e para seu irmão, o cardeal Francesco Saverio. O palacete foi construído, provavelmente com base num projeto de Filippo Raguzzini, entre 1741 e 1748, ano no qual a propriedade já aparece no Mapa de Nolli, pelo cardeal Antonio Saverio Gentili. Os Gentili nomearam como herdeiros de seus bens sua sobrinha, Costanza Giori, e as duas filhas dela, Margherita e Clelia (morta ainda jovem), na condição de assumirem o sobrenome. Assim, com a morte de Saverio, em 1753, a villa e várias outras propriedades foram herdadas por Margherita Sparapani Gentili, que, em 1754, com apenas dezoito anos, se casou com Giuseppe Boccapaduli. O matrimônio durou bem pouco, apenas seis anos, pois já em 1767 Margherita se engraçou com o conde Alessandro Verri.
Sem ter filhos naquele momento, Margherita deixou como herdeiro Urbano Del Drago, marido de Anna Hopfer, sua filha adotiva. A villa passou, desta forma, para a família Del Drago no final de 1861, quando então foi vendida à princesa russa Elisa Cherementeff, que foi proprietária até 1913. O Plano Regular de Roma de 1883 determinou a desapropriação de várias propriedades nas imediações para a construção de casernas e para permitir a abertura da Via Marsala e a da Viale Castro Pretorio: la villa perdeu, neste processo, o terreno que ficava bem em frente à sede, organizado num belo jardim italiano. Do plano anexo à ordem de venda em 1861 é possível compreender como era este jardim: de forma quase trapezoidal, era limitado pela Muralha Aureliana, pela vinha Castelli e pela estrada do "Maccao que conduce a porta San Lorenzo". O terreno era recortado por três vias mestras dispostas em forma de tridente e trespassadas por duas vias ortogonais.
Na praça de frente para o palácio, dois bosques paralelos enquadravam uma vista de uma segunda praça de forma elíptica com uma fonte no centro. Uma longa lógia coberta de verde, que ainda hoje pode ser visitada, se estendia sobre a Muralha Aureliana, um extraordinário passeio panorâmico que terminava numa "casa de café", um local de repouso e descanso da qual não restam mais do que ruínas recobertas por construções modernas. Depois de adquirir o complexo, a princesa Cherementeff alugou a área para uma congregação religiosa que permitiu que o complexo caísse em desuso. Em 1913, a propriedade foi adquirida por Gustavo Dominici, nome que ainda hoje aparece na entrada principal do complexo. Por volta da década de 1920, Dominici realizou modificações estruturais nos edifícios e remodelou os jardins, dando ao complexo o seu aspecto atual. O palacete se apresenta numa planta irregular: o piso térreo, elevado, pode ser alcançado através de uma escada curva dupla coroada por um portal encimado pelo brasão dos Gentili instalado numa luneta. A fachada é subdividida por lesenas: a parte central, no mesmo eixo da entrada do jardim, apresenta um ático elevado e uma janela em arco. O exterior do piso nobre revela uma rica decoração e é separado do outro piso por uma alta cornija marcapiano.
O cardeal era proprietário do Palazzo Gentili del Drago (1740), no rione Trevi.